# Diplomat
Diplomat je oseba, ki deluje na področju diplomacije oz. mednarodnih odnosov.

## Dela:
- I. Janev, Uvod u diplomatiju, AGM knjiga, 2015, ISBN 978-86-86363-64-0